# Mantgum vasútállomás
Mantgum vasútállomás vasútállomás Hollandiában, Littenseradiel városában.

## Vasútvonalak
Az állomást az alábbi vasútvonalak érintik:
- Leeuwarden–Stavoren-vasútvonal

## Kapcsolódó állomások
A vasútállomáshoz az alábbi állomások vannak a legközelebb:
- Leeuwarden vasútállomás
- Sneek Noord vasútállomás